# 刚毛黄蜀葵
刚毛黄蜀葵（学名：Abelmoschus manihot var. pungens）为秋葵属黃蜀葵的一个变种。

## 扩展阅读
- 維基物種上的相關：刚毛黄蜀葵